# アルレーナ・ディ・カストロ
アルレーナ・ディ・カストロ（伊: Arlena di Castro）は、イタリア共和国ラツィオ州ヴィテルボ県にある、人口約800人の基礎自治体（コムーネ）。

## 地理

### 位置・広がり
ヴィテルボ県のコムーネ。県都ヴィテルボから西北西へ24kmの距離にある。

#### 隣接コムーネ
隣接するコムーネは以下の通り。
- チェッレレ
- ピアンサーノ
- テッセナーノ
- トゥスカーニア

### 気候分類・地震分類
アルレーナ・ディ・カストロにおけるイタリアの気候分類 (it) および度日は、zona D, 1883 GGである。
また、イタリアの地震リスク階級 (it) では、zona 2B (sismicità media) に分類される。